# Golfe de Nakhodka
 (avril 2025).
Si vous disposez d'ouvrages ou d'articles de référence ou si vous connaissez des sites web de qualité traitant du thème abordé ici, merci de compléter l'article en donnant les références utiles à sa vérifiabilité et en les liant à la section « Notes et références ».
La baie de Nakhodka (en russe : зали́в Нахо́дка) ou golfe de Nakhodka (de 1855/1856 Hornet Bay, de 1859 à 1972 golfe d'Amérique), est située dans le kraï du Primorie, en Russie. Elle est l'une des baies du golfe de Pierre-le-Grand.

## Géographie
La baie mesure une quinzaine de kilomètres d'est en ouest et à peu près autant du nord au sud. La ville portuaire de Nakhodka, qui se trouve au fond de la baie, est protégée des vagues de la pleine mer par l'île Lissi (остров Лисий). Les marées sont de très faible amplitude dans la baie, dont les eaux ne gèlent que très peu en hiver.
À l'ouest la baie est limitée par la presqu'île de Troudny.
Deux fleuves côtiers se jettent dans la baie : la Kamenka et le Partizanskaïa.

## Histoire

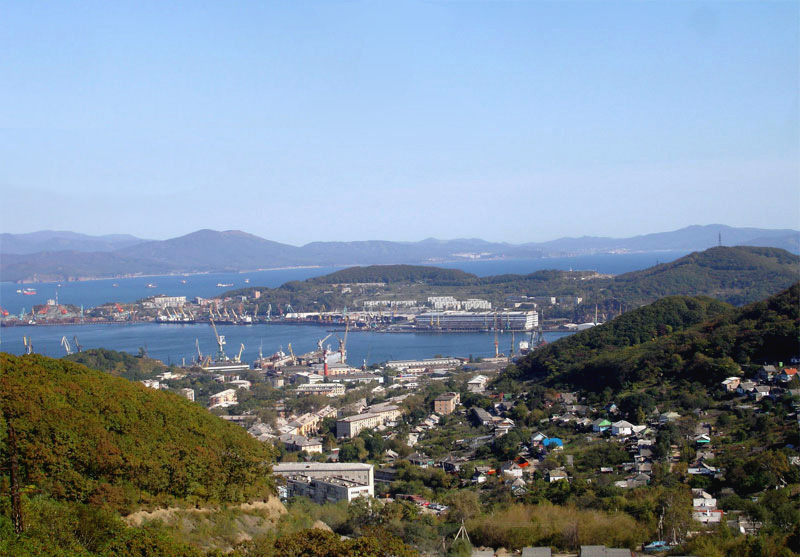
Baie de Nakhodha, vue depuis Nakhodka

Le premier passage connu d'un navire russe dans la baie de Nakhodka remonte à 1859, lorsque la corvette Amerika y trouva refuge pendant une tempête. Nakhodka signifie « heureuse trouvaille » en russe. Le premier établissement russe dans la baie fut le village Amerikanka, fondé en 1907 et qui reçut le nom de la corvette.
La baie est un des principaux pôles des transports de l'Extrême-Orient russe et le trafic des navires de commerce y est intense. La baie compte quatre ports, dont un port généraliste à Nakhodka et un port spécialisé (charbon, conteneurs) au sud-est de la baie, le port de Vostotchny, dans la baie de Wrangel. On compte également plusieurs chantiers de réparation navale. D'importantes compagnies de navigation russes y sont établies comme Prisco. La baie de Nakhodka est également une base très active pour les flottes de pêche.
L’évolution de la ville de Nakhodka s’est accélérée à partir de 1950 avec la construction du port de pêche maritime. Sur les rives marécageuses de la baie, d’importants travaux d’aménagement ont été entrepris, comprenant des quais, des entrepôts et une voie ferrée. Prévue dès 1939, cette infrastructure devint un pôle stratégique pour le transbordement du fret de l’industrie halieutique en Extrême-Orient soviétique. L’essor du port attira une population ouvrière croissante et donna naissance à plusieurs quartiers urbains, dont le « microdistrict Sud-3 », issu de la cité ouvrière de Rybak.